# Георги Шиваров
Георги Христов Шиваров е български политик, кмет на Горна Джумая от 15 юли 1938 година до 23 юни 1939 година.

## Биография
Георги Шиваров е кмет на Неврокоп между 1936 и 1938 година. След това е назначен за кмет на Горна Джумая до 1939 г. По време на мандата му е построена консервна работилница, разширява се градската електропреносна мрежа, отпускат се суми за откриване на ученически трапезарии. Предоставя безвъзмездно на 14 пехотен македонски полк по 120 m3 вода на ден.